# Ptilophora sutchana
Ptilophora sutchana är en fjärilsart som beskrevs av Bang-haas 1927. Ptilophora sutchana ingår i släktet Ptilophora och familjen tandspinnare. Inga underarter finns listade.